# Tetragonia
A Tetragonia a szegfűvirágúak (Caryophyllales) rendjébe, ezen belül a kristályvirágfélék (Aizoaceae) családjába tartozó nemzetség.

## Előfordulásuk
A Tetragonia-fajok eredeti előfordulási területe a Föld számos térségében megtalálható. Az Andok nyugati oldalain, Afrika déli egyharmadában és Kelet-Afrika szárazabb térségeiben; Ázsiában Kína déli és délkeleti részén, Mianmarban, Vietnámban és a Koreai-félszigeten; valamint egész Ausztráliában, beleértve Tasmaniát is. Az ember betelepítette sok más térségbe is, például Dél-Amerika nagy részére, Észak-Amerika két partvidékére, Afrika más keleti vidékeire, valamint északnyugati részére is, valamint Eurázsia egyes országaiba.

## Rendszerezés
A nemzetségbe az alábbi 51 faj tartozik:
- Tetragonia acanthocarpa Adamson
- Tetragonia angustifolia Barnéoud
- Tetragonia arbuscula Fenzl
- Tetragonia caesia Adamson
- Tetragonia calycina Fenzl
- Tetragonia chenopodioides Eckl. & Zeyh.
- Tetragonia copiapina Phil.
- Tetragonia coronata Rye & Trudgen
- Tetragonia cristata C.A.Gardner ex A.M.Prescott
- Tetragonia crystallina L'Hér.
- Tetragonia decumbens Mill.
- Tetragonia diptera F.Muell.
- Tetragonia distorta Fenzl
- Tetragonia echinata Aiton
- Tetragonia erecta Adamson
- Tetragonia eremaea Ostenf.
- Tetragonia espinosae Muñoz
- Tetragonia fruticosa L.
- Tetragonia galenioides Fenzl
- Tetragonia glauca Fenzl
- Tetragonia halimoides Fenzl
- Tetragonia haworthii Fenzl
- Tetragonia herbacea L.
- Tetragonia hirsuta L.f.
- Tetragonia implexicoma (Miq.) Hook.f.
- Tetragonia lasiantha Adamson
- Tetragonia macrocarpa Phil.
- Tetragonia macroptera Pax
- Tetragonia maritima Barnéoud
- Tetragonia microcarpa Phil.
- Tetragonia microptera Fenzl
- Tetragonia moorei M.Gray
- Tetragonia namaquensis Schltr.
- Tetragonia nigrescens Eckl. & Zeyh.
- Tetragonia ovata Phil.
- Tetragonia pedunculata Phil.
- Tetragonia pillansii Adamson
- Tetragonia portulacoides Fenzl
- Tetragonia rangeana Engl.
- Tetragonia reduplicata Welw. ex Oliv.
- Tetragonia robusta Fenzl
- Tetragonia rosea Schltr.
- Tetragonia saligna Fenzl
- Tetragonia sarcophylla Fenzl
- Tetragonia schenckii Schinz
- Tetragonia sphaerocarpa Adamson
- Tetragonia spicata L.f.
- Tetragonia tetragonoides (Pall.) Kuntze – új-zélandi-spenót
- Tetragonia verrucosa Fenzl
- Tetragonia vestita I.M.Johnst.
- Tetragonia virgata Schltr.